# Ruées vers l'or en Australie-Occidentale

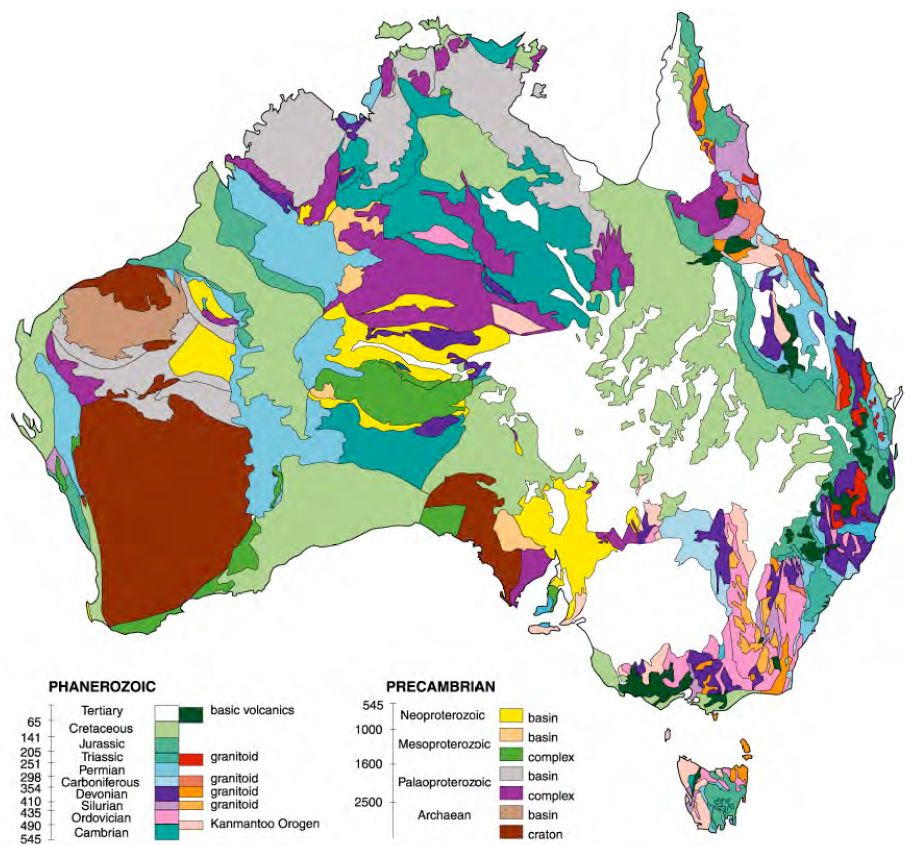
Régions géologiques de base de l'Australie, par âge. Le craton de Yilgarn est l'ensemble en marron au SO du pays.

Dans la seconde partie du XIXe siècle, des gisements d'or furent découverts en différents lieux d'Australie-Occidentale. Ainsi ces ruées vers l'or provoquèrent d'importants afflux de prospecteurs venus d'outre-mer. Les flux migratoires d'un État à l'autre eurent une incidence sur la population de l'Australie-Occidentale, qui  passa  de 49 782, en 1891 à 100 515 en 1885, et en 1901 à 184 124. Tandis que de nouveaux prospecteurs arrivaient dans les colonies, les mineurs se déplaçaient au fur et à mesure des nouvelles découvertes.

## Principaux sites

### Kimberley

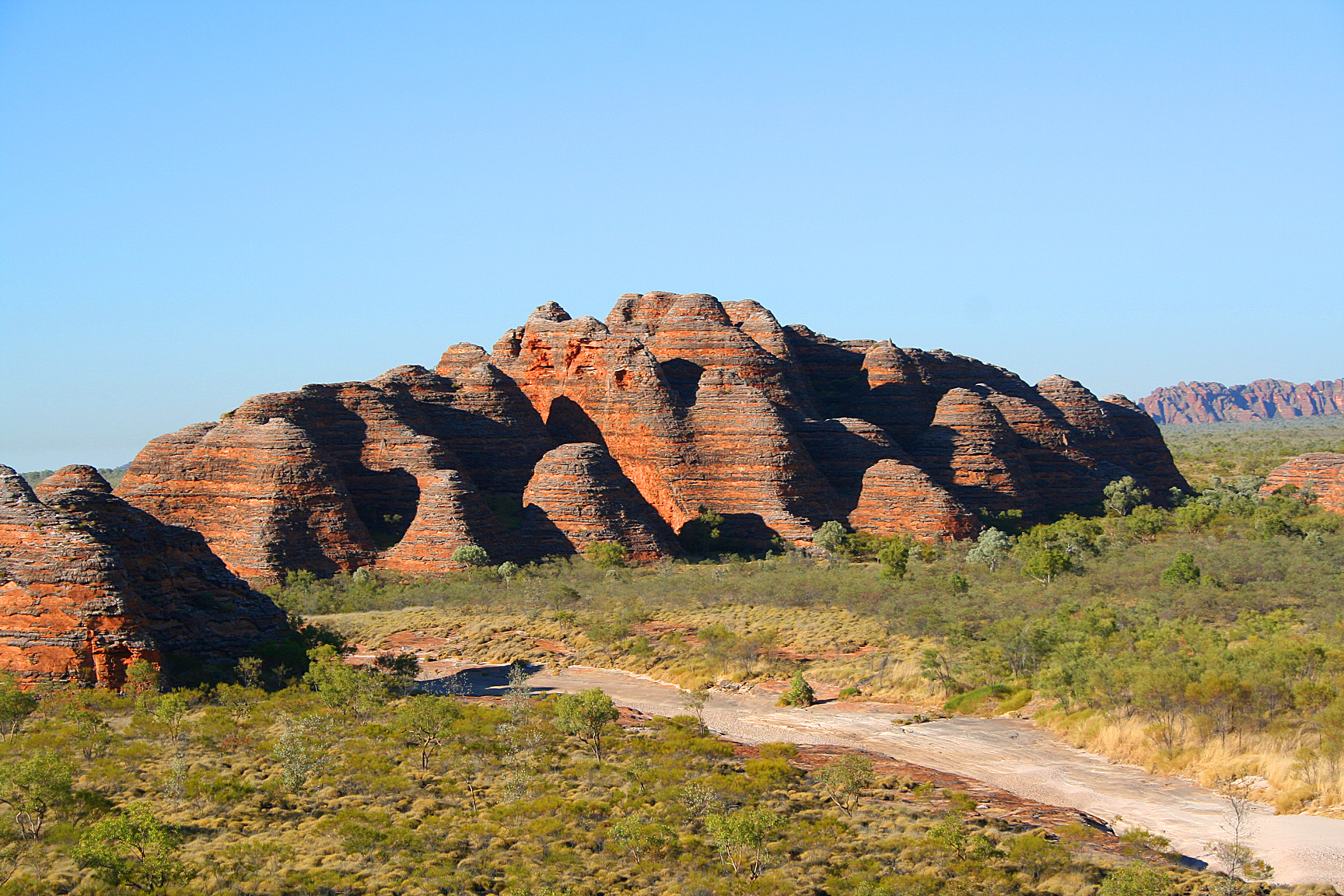
Formations rocheuses dans le Parc national de Purnululu

40 ans  après les ruées victoriennes, le prospecteur Charles Hall trouva de l'or alluvial dans la région orientale de Kimberly en 1885. La découverte a créé la première ruée vers l'or en Australie-Occidentale. En termes de rendement aurifère, le site ne fut pas rentable, mais il fut la première découverte significative dans les parties nord et ouest de l'Australie.

### Yilgarn
La « ruée vers l'or de Yilgarn » fait référence à une ruée qui a commencé en 1888 après la découverte d'or en novembre 1887 dans la région des collines Yilgarn, au nord de Southern Cross. Le métamorphisme et la déformation régionale ainsi que les apports géochimiques dans les ceintures de roches vertes, ont conduit à des minéralisations aurifères. Yilgarn est un mot aborigène pour le quartz blanc, un indicateur commun de l'or. Les roches du craton sont constituées par des intrusions (-2,8 Ga) de granite et de granodiorite gneissifiés, qui représentent plus de 70 % du craton, ainsi que des ceintures de roches vertes composées de méta-sédiments associés à un volcanisme tholéiitique et komatiitique. Les roches constituants ces ceintures sont datées à 3,1-2,9 Ga, certaines sont plus jeunes, à ~ 2,75-2,65 Ga.

### Murchison

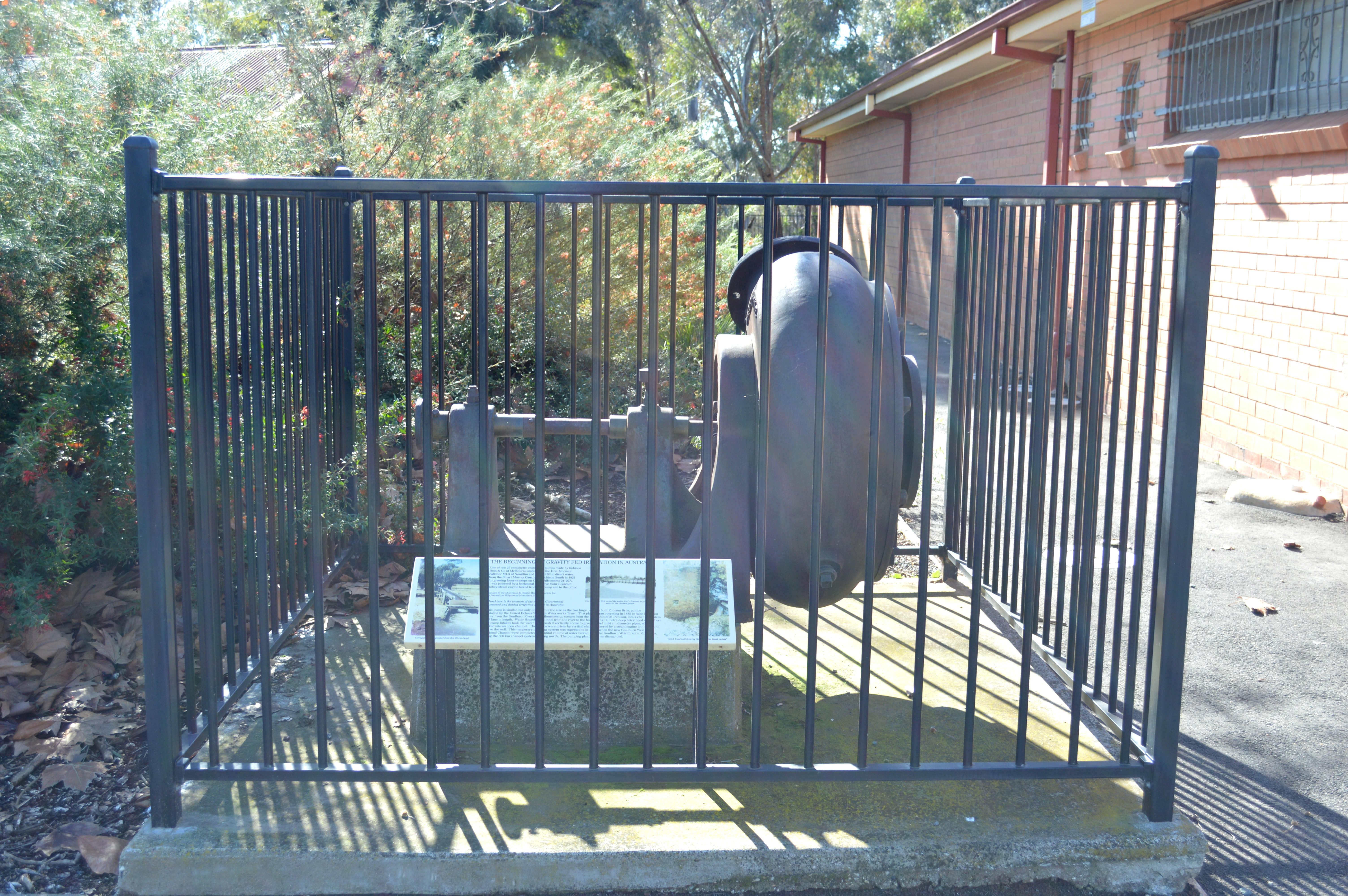
Pompe du Centre du centre historique de Murchison

L'or a été découvert en 1892 bien qu'il y ait une incertitude quant à savoir qui a fait la première découverte. Michael Fitzgerald et Edward Heffernan ont collecté 260 onces après avoir reçu une pépite d'un aborigène connu sous le nom de « gouverneur ». Tom Cue s'est rendu à Nannine pour enregistrer leur réclamation. Le lotissement urbain a été publié au Journal officiel en 1893 et nommé d'après Tom Cue. Le premier approvisionnement en eau de la ville était un puits au centre de la rue principale ; après une épidémie de fièvre typhoïde, le puits a été coiffé d'une rotonde construite sur le dessus. L'approvisionnement en eau a été remplacé par un autre puits creusé près du lac Nallan et transporté à 20 km au sud de la ville. La ville de Day Dawn, à 8 kilomètres (5,0 mi) au sud, a été créé en un an ; en 1900, un hôpital et un cimetière ont été établis entre les deux villes et trois journaux étaient en activité. La rivalité entre les villes a alimenté une culture sportive diversifiée dans la région. Des groupes de cyclistes et de courses de chevaux organisaient régulièrement des événements attirant des concurrents d'aussi loin que Perth et Kalgoorlie.

### Coolgardie

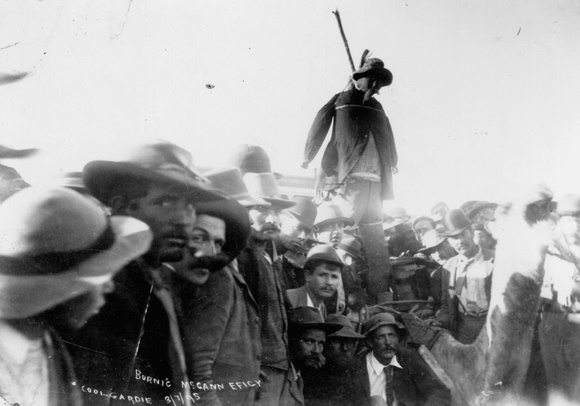
M. McCann prétendait avoir trouvé de l'or près du lac Cowan. Une centaine de mineurs, n'ayant pas trouvé d'or sur place, brulèrent son effigie à leur retour à Coolgardie,

L'or a été découvert par Arthur Bailey en 1892. La mine d'or Bailey's Reward allait devenir l'une des mines les plus riches de l'État. Située en plein désert, elle fut fondée par des colons venus du monde entier vers le nouvel Eldorado lors de la ruée vers l’or de 1890. Elle comptait 25000 habitants en 1900 au paroxysme de la fièvre de l'or. Sa proche voisine, Kalgoorlie, a elle aussi connu une perte de population mais moins importante: 22230 habitants contre 30000 et 93 hôtels en 1902.

### Kalgoorlie

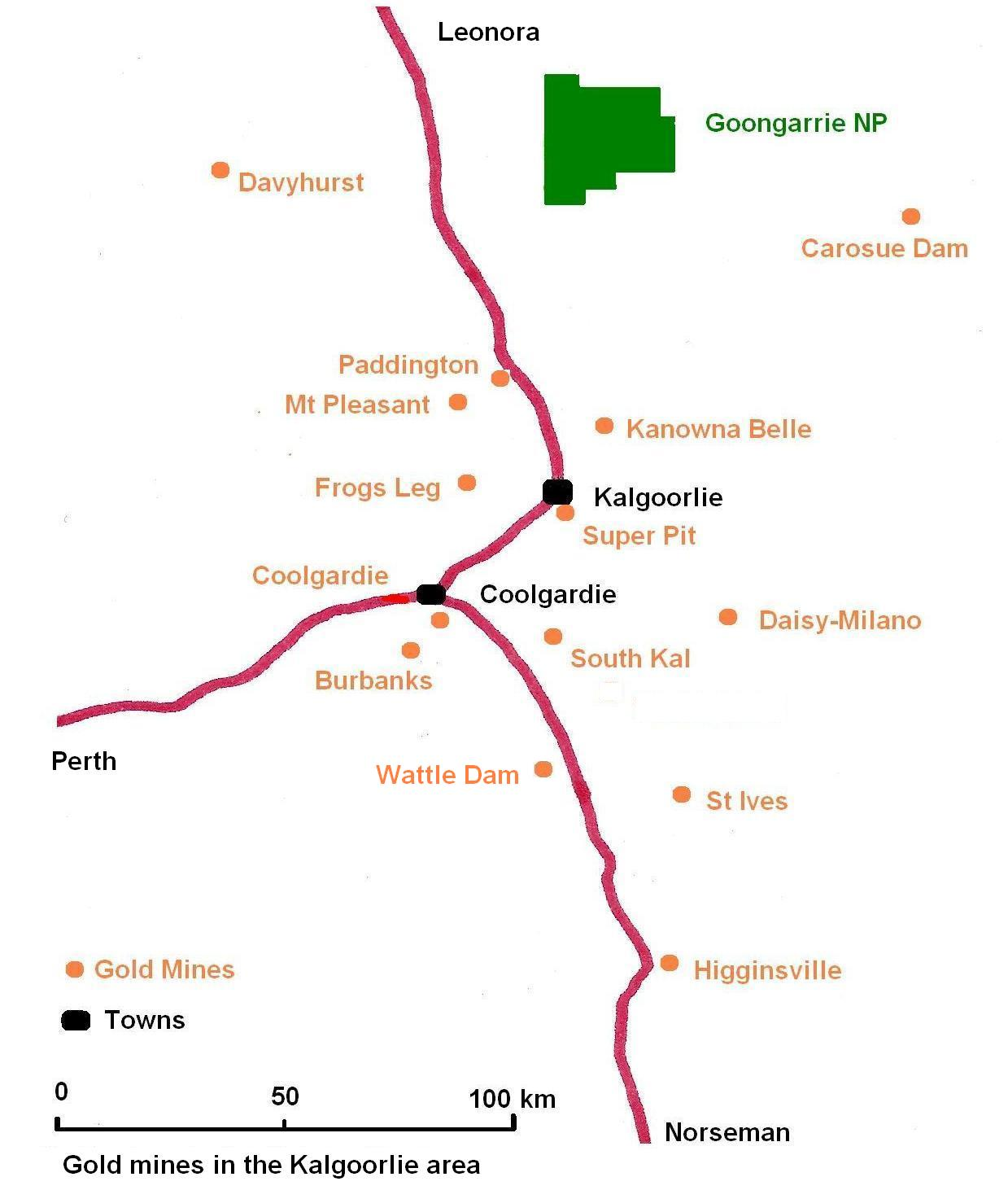
Mines d'or dans la région de Kalgoorlie

C'est avant tout de l'or qu'on extrait des mines de Kalgoorlie mais on y trouve aussi du nickel en grande quantité. L'Australie est le deuxième producteur mondial d'or. Les prospecteurs Paddy Hannan , Tom Flanagan et Dan Shea trouvèrent 100 onces d'or alluvial au mont Charlotte en 1894. Après que Hannan eut enregistré la demande de récompense,  750 hommes prospectèrent dans la région en trois jours. Une ville s'est rapidement développée qui s'appelait initialement Hannans et plus tard Kalgoorlie. L'événement de Kalgoorlie en particulier, à la suite de la découverte en juin 1893 d'or alluvial à la base du mont Charlotte par les prospecteurs irlandais Paddy Hannan, Tom Flanagan et Dan O'Shea, a vu une augmentation massive de la population et a finalement apporté une grande richesse à l'État. Les travaux d'immobilisation, y compris les routes et les voies ferrées et en 1896, la construction de l'ambitieux programme d'approvisionnement en eau de Goldfields , ont eu lieu à la suite de la ruée vers l'or.
Le Super Pit, 3,8 km de long, 2 km de large et 400 m de profondeur, est la plus grande mine d'or à ciel ouvert d'Australie. Elle est toute proche de Kalgoorlie et semble prête à engloutir la ville.

## Autres sites
Halls Creek, Western Australia|Halls Creek, en 1885, trouvé par Charles Hall et Jack Slattery. A déclenché la « ruée vers l'or de Kimberley ».
Près de Southern Cross en 1887, trouvé par le parti de Harry Francis Anstey . La « ruée vers l'or de Yilgarn »,.
Cue en 1891, trouvé par Michael Fitzgerald, Edward Heffernan et Tom Cue. La « ruée vers l'or de Murchison ».
Une petite ruée à Nundamurrah Pool, sur la rivière Greenough , près de Mullewa , à l'est de Geraldton s'est produite en août 1893.